# إدوين كاتمول
إدوين إيرل كاتمول (بالإنجليزية: Edwin Catmull) (موليد 1940م) هو عالم الكمبيوتر والرئيس الحالي للاستوديوهات والت ديزني للرسوم المتحركة واستوديوهات بيكسار للرسوم المتحركة. كعالم كمبيوتر، ساهم كاتمل لتطورات هامة في العديد من رسومات الحاسوب.

## حياته ومهنته
ولد ادوين ايرل كاتميل في باركرسبورغ، فيرجينيا الغربية. في وقت مبكر من الحياة، وجدت كاتميل إلهام في أفلام ديزني مثل بينوكيو وبيتر بان وتحلم بأن تصبح الرسوم المتحركة لفيلم روائي طويل. الذي أدلى به حتى الرسوم المتحركة بدائية باستخدام ما يسمى كتب التقلب. ومع ذلك، كان تقييم حظوظه بشكل واقعي وقررت أن مواهبه تكمن في مكان آخر. وانه استعمل موهبته في الرياضيات ودرس الفيزياء وعلوم الكمبيوتر في جامعة ولاية يوتا. بعد تخرجه، كان يعمل مبرمج كمبيوتر في شركة بوينغ في سياتل لفترة قصيرة من الزمن وكذلك في معهد نيويورك للتكنولوجيا، قبل العودة إلى ولاية يوتا للذهاب إلى كلية الدراسات العليا في خريف عام 1970.
عودة في الجامعة أصبح واحدا من الطلاب ايفان ساذرلاند، وتقاسم بعض الدروس مع بارك فريد، جيمس كلارك، جون وارنوك وألان كاي. ورأى كاتميل برنامج ساذرلاند لترسيم وحقل جديد من رسومات الحاسوب بشكل عام باعتباره أساس كبيرة في المستقبل للرسوم المتحركة، الذي الجامع حبه لكلا التكنولوجيا والرسوم المتحركة، وقرر أن يكون جزءا من الثورة من البداية. خلال فترة وجوده هناك هو اكتسشف أحد الأساسية لرسومات الحاسوب: الإكساء, واخترع خوارزميات لتنعيم، وخوارزميات لتقسيم السطوح.
في عام 1974، تخرج كاتمول مرة أخرى، وتم التعاقد من قبل شركة تدعى Applicon. ولكن بالفعل في نوفمبر من العام نفسه تم الاتصال عليه من قبل مؤسس معهد نيويورك للتكنولوجيا، ألكسندر، الذي عرض عليه منصب مدير مختبر الرسومات الحاسوب الجديدة في معهد نيويورك للتكنولوجيا، كما كان ألكسندر اهتماما كبيرة في الرسوم المتحركة، وكان يعمل على المشروع مع الرسوم المتحركة يسم "Tubby the Tuba", بالإحباط مع التقدم البطيء، وكان يبحث عن الأدوات التي يمكن أن تساعد على تسريع هذه العملية، الذي يؤدي به إلى مرافق الحاسوب الرسم في جامعة ولاية يوتا. هناك سمع أيضا عن الرجل، وشعر أنه الرجل المناسب لهذا المنصب، تشكل كاتمول فريق لبحث عن الموهبين في الرسوم المتحركة، وتركز في معظمها على الأدوات التي يمكن أن تساعد الرسوم المتحركة في عملهم. وكان من بين الاختراعات برنامج رسم يسمى ببساطة الرسام(Paint).
كاتمول وفريقه في نهاية المطاف غادر الرسوم المتحركة 2D، وبدأ التركيز على رسومات الحاسوب 3D،في نهاية السبعينات كانت مختبر الرسومات الحاسوب بدأ الصراع لأسباب عدة، ورأى ان هناك عدم وجود تقدم فعلي على الرغم من التطور التقنية، لكن جهودهم جذبت انتباه بعض الأسماء الكبيرة في هوليوود. من الأسماء التي جذبت:جورج لوكاس وفرانسيس فورد كوبولا. اقترب لوكاس كاتمول في عام 1979 وطلب منه أن يصل رئيس مجموعة لتقديم رسومات الحاسوب وتحرير الفيديو والصوت الرقمي في مجال الترفيه. وفي عام 1979 أصبح نائب الرئيس في رسومات الحاسوب الانقسام في لوكاسفيلم(Lucasfilm).
في لوكاس فيلم ساعد في تطوير التكنولوجيا الرقمية لتركيب الصورة، المستخدمة لدمج عدة صور بطريقة مقنعة. في عام 1989 اشتارا ستيف جوبز الانقسام الرقمي من لوكسفيلم وأسس بيكسار, حيث أصبح كاتمول المسؤول الرئيسي للتقنية، في بيكسار.

## وصلات خارجية
- إدوين كاتمول على موقع IMDb (الإنجليزية)
- إدوين كاتمول على موقع الموسوعة البريطانية (الإنجليزية)
- إدوين كاتمول على موقع إن إن دي بي (الإنجليزية)
- إدوين كاتمول على موقع قاعدة بيانات الفيلم (الإنجليزية)